# Plagiopholis delacouri
Espèce
Synonymes
- Trirhinopholis nuchalis Smith, 1930
- Trirhinopholis styani Bouret, 1936

Statut de conservation UICN

 DD  : Données insuffisantes
Plagiopholis delacouri est une espèce de serpents de la famille des Pseudoxenodontidae.

## Répartition
Cette espèce se rencontre entre 900 et 1 500 m d'altitude, :
- au Laos dans la province de Xieng Khouang ;
- en Vietnam dans les provinces de Lào Cai et de Vĩnh Phúc.

## Étymologie
Cette espèce est nommée en l'honneur de Jean Théodore Delacour.

## Publication originale
- Angel, 1929 : Liste des reptiles et batraciens du Haut-Laos recueillis par M. Delacour. Descriptions d'un genre, de 2 espèces et d'une variété d'ophidiens. Bulletin du Muséum national d'histoire naturelle de Paris, sér. 2, vol. 1, p. 75-81.